# Hartmut Schmidt (Kirchenmusiker)
Hartmut Schmidt (* 13. Mai 1930 in Düren; † 22. Juni 2006 in Düsseldorf) war ein deutscher Kirchenmusiker, Chorleiter und Hochschullehrer.

## Leben
Hartmut Schmidt schloss sein Studium der evangelischen Kirchenmusik an der Landeskirchenmusikschule der Evangelischen Kirche im Rheinland und an der nordwestdeutschen Musikakademie Detmold bei Michael Schneider und Kurt Thomas 1953 mit dem A-Examen ab. Es folgte ein Studienaufhalt bei Gaston Litaize in Paris.
Von 1954 bis 1976 war Hartmut Schmidt Kantor und Organist an der Matthäikirche in Düsseldorf. In dieser Zeit übernahm er die von seinem Vater, Ferdinand Schmidt, gegründete „Niederrheinische Chorgemeinschaft“. 1970 berief ihn die Evangelische Kirche im Rheinland zum Landeskirchenmusikdirektor. Von 1976 bis 1993 war er Professor für Chorleitung und Direktor der Abteilung Evangelische Kirchenmusik an der Robert Schumann Hochschule in Düsseldorf. In dieser Funktion prägte er mehrere Generationen von Kirchenmusikern und Chorleitern. Nationale wie internationale Anerkennung erfuhr Hartmut Schmidt als Chordirektor des städtischen Musikvereins zu Düsseldorf, dessen Leitung er 1964 bis 1995 innehatte.
Im Jahr 1989 wurde ihm durch den Bundespräsidenten für sein Wirken im Städtischen Musikverein und seine Verdienste um das Musikleben der Stadt Düsseldorf das Verdienstkreuz am Bande des Verdienstordens der Bundesrepublik Deutschland verliehen.
Unter seiner künstlerischen Verantwortung war der Chor des Städtischen Musikvereins zu Düsseldorf an mehreren international ausgezeichneten Schallplatteneinspielungen (EMI/Warner, DECCA, Universal) geleitet von Dirigenten wie Wolfgang Sawallisch, Riccardo  Chailly, Rafael Frühbeck de Burgos, Bernard Haitink, James Conlon, Bernhard Klee und unter Mitwirkung – neben den Düsseldorfer Sinfonikern – von Orchestern wie Berliner Philharmoniker, Concertgebouw-Orchester, Deutsches Sinfonieorchester (RSO) Berlin beteiligt.
Hartmut Schmidt war der Vater einer Tochter und des Bassbaritons Andreas Schmidt.
Mit der Veröffentlichung der ForuM-Studie zur „Aufarbeitung von sexualisierter Gewalt und anderen Missbrauchsformen in der Evangelischen Kirche und Diakonie in Deutschland“ ging Kantor und Kirchenmusikdirektor Matthias Hoffmann-Borggrefe mit seiner Erfahrung der Vergewaltigung durch seinen Professor in den 1980er Jahren an die Öffentlichkeit.

## Schüler (Auswahl)
- Hörður Áskelsson
- Helmut Freitag
- Manuel Gera
- Matthias Hoffmann-Borggrefe
- Helmut Kickton
- Thorsten Pech
- Klaus-Peter Pfeifer
- Johannes Quack